# Mull of Kintyre (cançó)
«Mull of Kintyre» és una cançó escrita per Paul McCartney i Denny Laine i interpretada pel grup Wings. La cançó va ser escrita en honor de la pintoresca península de Kintyre, Escòcia, on McCartney va comprar High Park, una casa de camp i el promontori o Mull of Kintyre, després d'haver patit una crisi el 1966.
La cançó va ser un èxit al Regne Unit a la fi de 1977, esdevingué l'èxit de la temporada nadalenca d'aquell any, i fou el primer senzill en aquell país a vendre dos milions de còpies.